# BMP-2
Der BMP 2 ist ein sowjetischer amphibischer Schützenpanzer. Die Abkürzung steht für „Bojewaja Maschina Pechoty 2“ (russisch Боевая Машина Пехоты), was übersetzt „Gefechtsfahrzeug der Infanterie – Typ 2“ bedeutet.

## Geschichte
Bewertungen der Leistungen des BMP-1 bei Übungen im Friedensbetrieb und während des Jom-Kippur-Krieges 1973 führten zu der Entscheidung, das Design des BMP-1 zu überarbeiten. Erste Überlegungen dazu fanden bereits vor dem Krieg statt, so dass 1972 der Technologiedemonstrator „Objekt 680“ entstand, dessen Turmlayout mit einem flachen Zweimannturm, auf dem in einer Scheitellafette eine Maschinenkanone und ein Koaxial-MG aufgesetzt war, dem Turmlayout des Schützenpanzers Marder 1 ähnelte. Ein zweites MG PKT wurde auf dem Lukendach der zwischen Fahrerplatz und Turm befindlichen Kommandantenluke installiert. Das Objekt 680 zeigte die Machbarkeit und Vorteile des Konzeptes auf.
Der Jom-Kippur-Krieg gab schließlich den Ausschlag, den BMP-1 zu ersetzen, so dass ab 1974 ein zweistufiges Programm gestartet wurde. In der ersten Phase wurden die BMP-1 als Übergangslösung kampfwertgesteigert, um die während des Krieges gezeigten Schwächen zu beheben. Dazu wurden die Panzerabwehrlenkwaffen vom Typ 9K11 Maljutka, die sich aufgrund des MCLOS-Lenkverfahrens als weitgehend ineffektiv erwiesen hatten, durch neue Lenkwaffen vom Typ 9K111 Fagot und 9K113 Konkurs ersetzt und eine Nebelmittelwurfanlage am Turm angebracht. Der BMP-1P genannte Panzer wurde ab Ende der 1970er-Jahre produziert, ältere BMP-1 wurden auf diesen Stand nachgerüstet. Es war jedoch klar, dass grundlegende Änderungen am Konzept des BMP nötig waren.

## Entwicklung
In der zweiten Phase des Programms entwickelten die Entwicklungsbüros in Kurgan und Tscheljabinsk jeweils zwei Prototypen als potenzielle Nachfolger des BMP-1. Alle diese Prototypen waren mit einem Zwei-Mann-Turm ausgestattet, da innerhalb des Militärs Einigkeit darüber herrschte, dass der Ein-Mann-Turm des BMP-1 ein Fehler war und der Kommandant des Fahrzeugs im Turm sitzen müsste. Die „Objekt 675“ und „Objekt 681“ genannten Fahrzeuge aus Kurgan nutzten die Wanne des BMP-1, während die „Objekt 768“ und „Objekt 769“ genannten Fahrzeuge aus Tscheljabinsk eine verlängerte Wanne mit sieben Laufrollen hatten, um den höheren Platzbedarf des neuen Turms auszugleichen. Über die Bewaffnung des neuen Fahrzeugs herrschte Uneinigkeit. Einige konservative Militärs vertraten die Ansicht, dass das Fahrzeug mit einer Panzerabwehrwaffe als Hauptbewaffnung ausgestattet sein sollte, während andere die Ausstattung mit einer 30-mm-Maschinenkanone bevorzugten. Aufgrund dessen wurden die Prototypen „Objekt 681“ und „Objekt 768“ mit der verbesserten 73-mm-Kanone „Sarniza“ mit längerem Rohr ausgestattet, die gegenüber ihrem Vorgängermodell eine höhere Reichweite aufwies. Die Prototypen „Objekt 675“ und „Objekt 769“ erhielten die 30-mm-Maschinenkanone 2A42. Alle Fahrzeuge konnten Konkurs-Lenkflugkörper abfeuern, Objekt 675 auch die Fagot, wobei der Richtlenkschütze im Gegensatz zum BMP-1P den Turm zum Abfeuern und Steuern der Waffe nicht verlassen musste.
Das „Objekt 675“ wurde für die Serienproduktion ausgewählt, da die Bewaffnung mit ihrer größeren Reichweite und größerem Höhenrichtbereich Vorteile gegenüber der 73-mm-Kanone bot und die Umstellung auf eine längere Wanne produktionstechnisch zu aufwendig war.

## Beschreibung

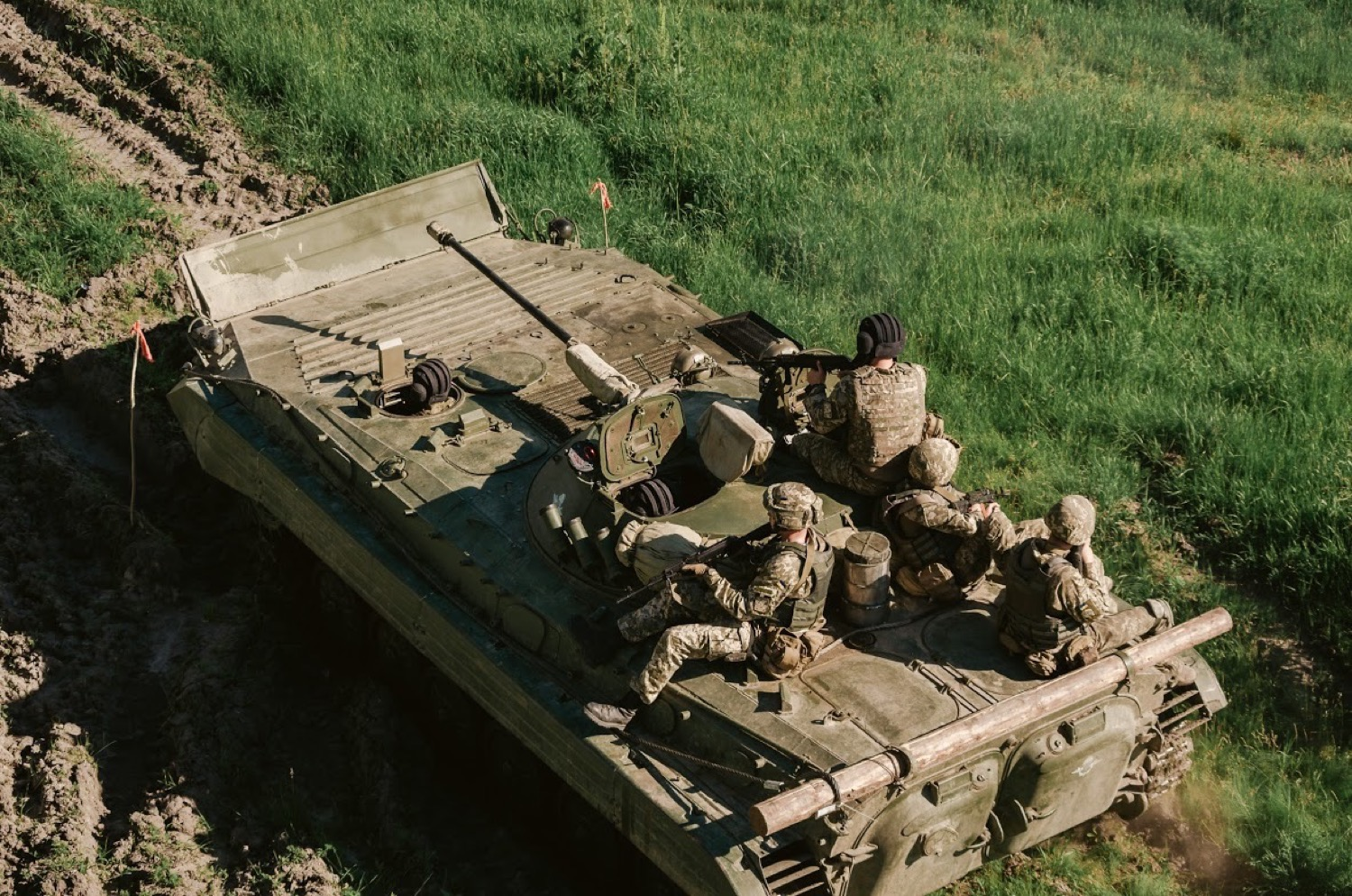
BMP-2 mit hochgeklapptem Schwallbrett am Bug vorbereitet zum Durchqueren eines Wasserhindernisses.

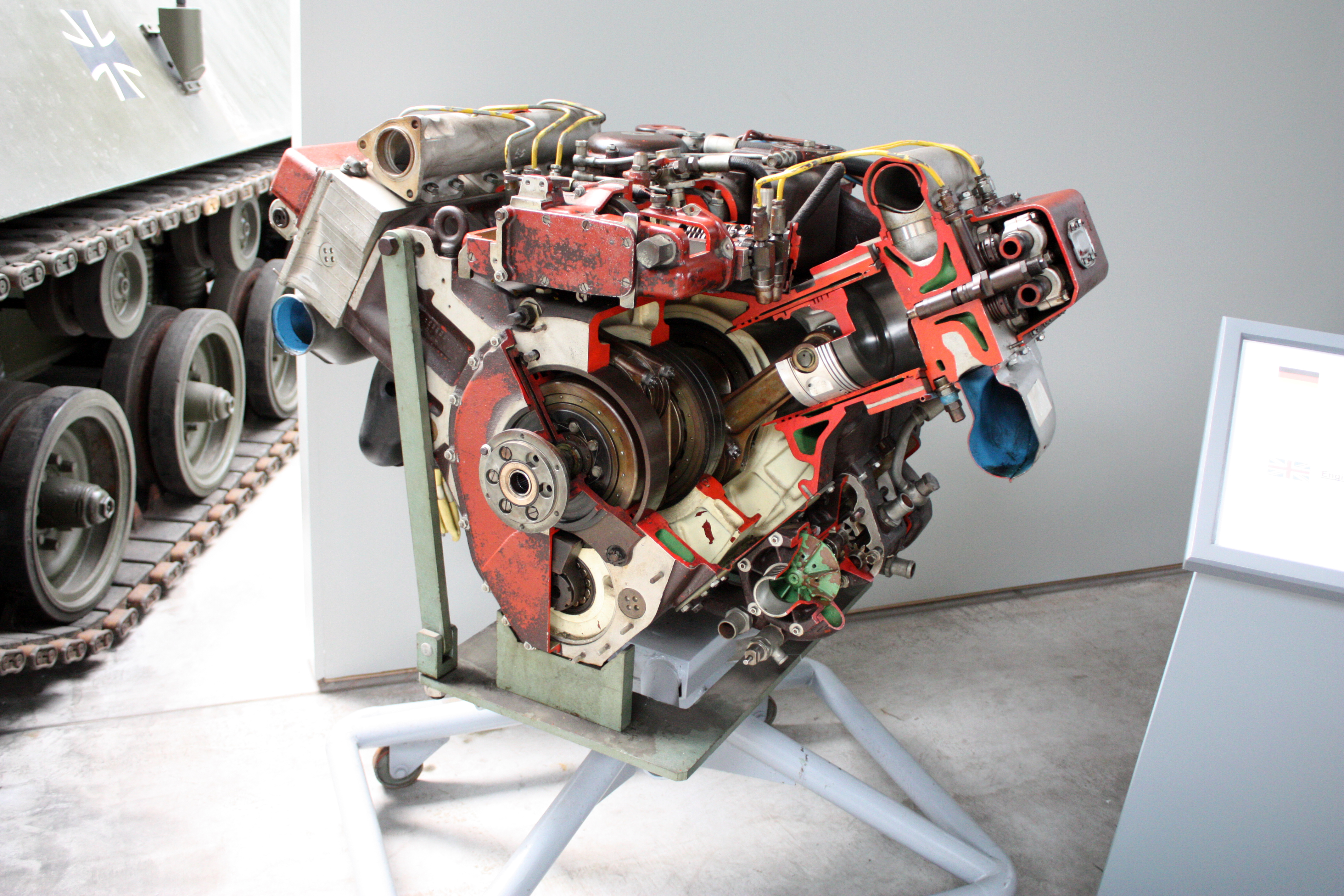
Schnittmodell des Motors

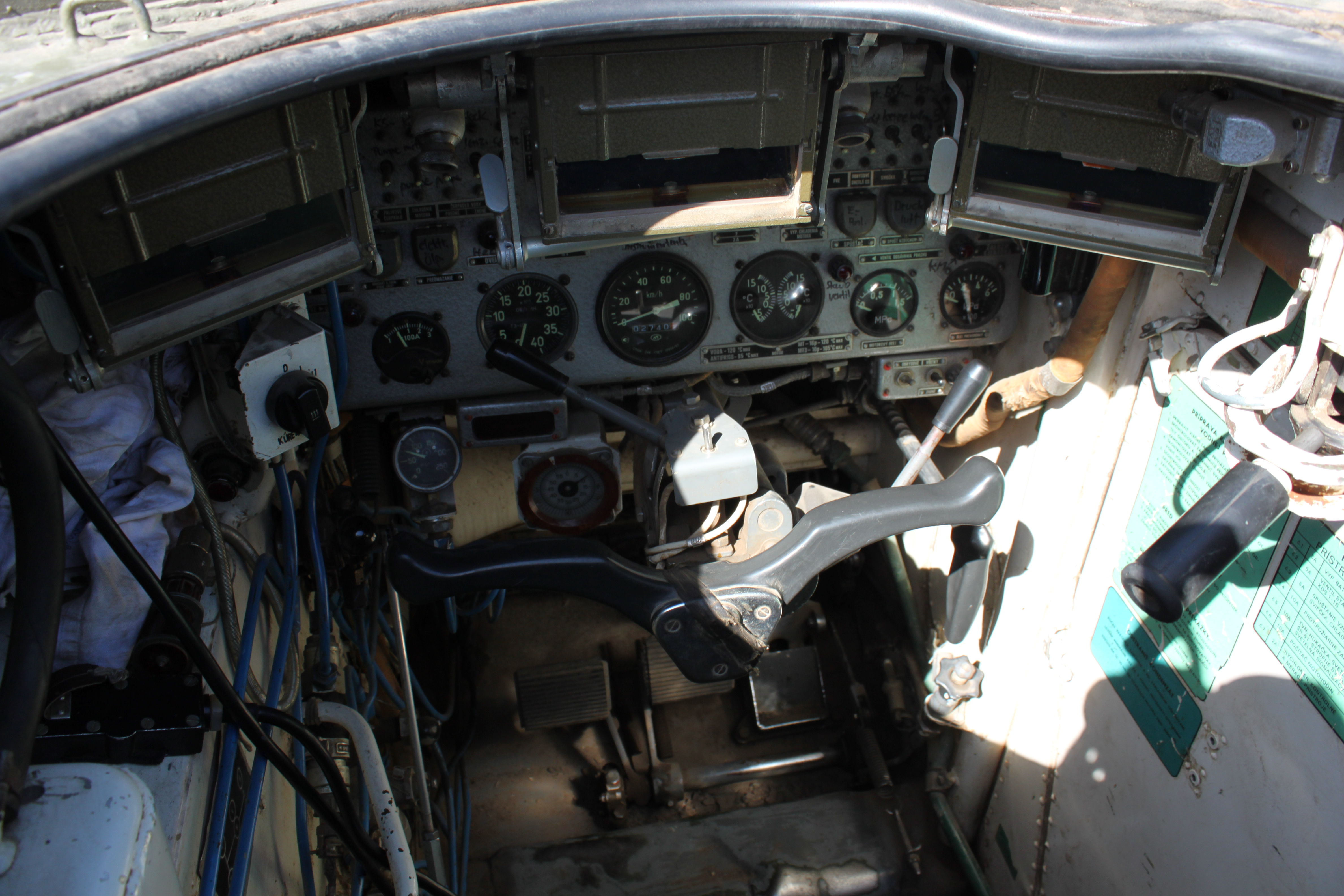
Fahrerplatz mit Lenkschwert

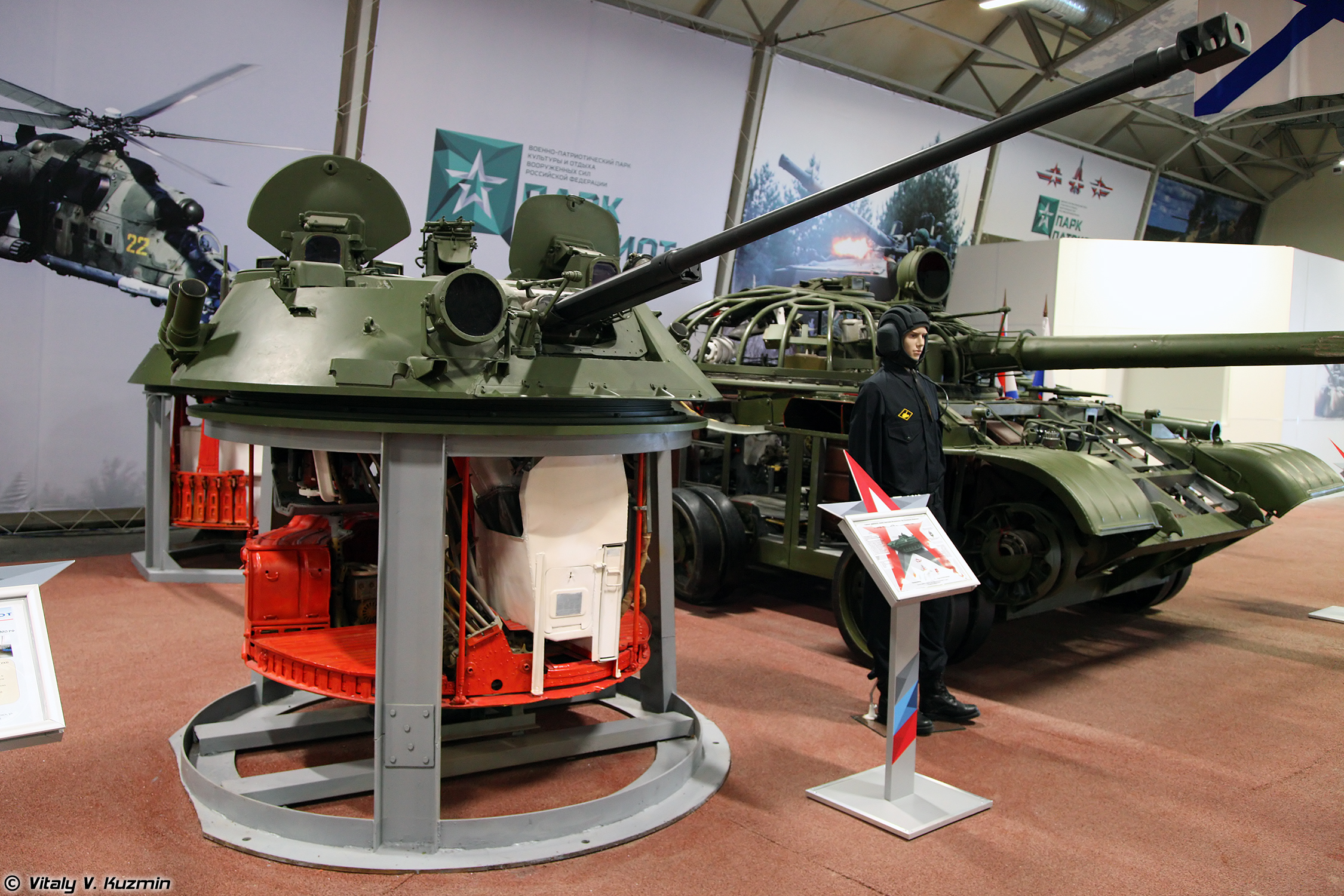
Turm mit 2A42-Kanone, Infrarotscheinwerfer und dem darunterliegenden Turmkorb

Das Fahrzeug ist 6,73 Meter lang, 2,45 Meter hoch und 3,15 Meter breit. Sein Gewicht beträgt 14 Tonnen. Der Panzer ist ohne Vorbereitung schwimmfähig und die Insassen sind gegen ABC-Wirkung geschützt. Die Besatzung besteht aus drei Mann; der Fahrer sitzt links vorn neben dem Motor, Kommandant und Richtlenkschütze im Turm. Die sieben Mann zählende Schützengruppe besteigt das Fahrzeug durch die nach außen öffnenden Heckluken und sitzt Rücken an Rücken quer zur Fahrrichtung im Heck. Sie kann mit ihren Schützenwaffen durch Kugelblenden in das Gefecht eingreifen.
Der BMP-2 wurde in seinen Abmessungen auf den Lufttransport mit sowjetischen Flugzeugen ausgelegt. Er verfügt über einen Infrarotscheinwerfer und Nachtsichtgeräte und ist dadurch eingeschränkt nachtkampftauglich.

### Wanne und Antrieb
Der 6-Zylinder-Viertaktdieselmotor UTD20-S1 (russisch Унифицированный Транспортный Двигатель – Einheitsmotor für Transportfahrzeuge) ist ein V-Motor mit einem großen Öffnungswinkel von 120°. Er wurde aus dem Motor UTD-20 des BMP-1 weiterentwickelt. Der Motor sitzt vorn rechts hinter dem Getriebe in der Wanne. Bohrung und Hub betragen jeweils 150 mm, die Höchstleistung von 210 kW (300 PS) wird bei einer Drehzahl von 2600/min erreicht. Das maximale Drehmoment beträgt 980 Nm bei 1600/min. Die Verdichtung beträgt 15,8:1.
Der BMP-2 hat ein Stützrollenlaufwerk mit Drehstabfederung. Es besteht aus sechs einteiligen Laufrollen und drei Stützrollen auf jeder Fahrzeugseite. Die jeweils ersten beiden und die letzte Laufrolle sind stoßgedämpft. Die Antriebsrollen befinden sich am Bug, die Leitrollen am Heck des Fahrzeuges. Die 85 stählernen Kettenglieder der Verbinderkette sind 300 mm breit. Die Führung über die Lauf- und Stützrollen erfolgt durch zwei Reihen Führungszähne. Der Bodendruck beträgt 0,63 kg/cm².
Bei Wasserfahrt wird der Vortrieb durch die mit hoher Geschwindigkeit laufenden Ketten erzeugt, die das Wasser am Heck durch absenkbare Strömungsleitbleche drücken.
Gelenkt wird mit einem sogenannten Lenkschwert.

### Fahrleistungen
Auf der Straße erreicht der BMP-2 eine maximale Geschwindigkeit von 65 km/h, im Gelände 40 bis 45 km/h und schwimmend 7 km/h. Er kann Steigungen bis zu 35° bezwingen, 2,5 m breite Gräben und 0,7 m hohe Hindernisse überwinden.

### Bewaffnung
Die 30-mm-Maschinenkanone kann gegen Boden- und Luftziele eingesetzt werden. Die in zwei Ebenen stabilisierte Waffe hat zwei Feuermodi: langsam (für Bodenziele) und schnell (für Luftziele). Im langsamen Modus liegt die Kadenz bei 200–300 Schuss pro Minute, im schnellen Modus bei 550 Schuss pro Minute. Im schnellen Feuermodus füllt sich der Turm jedoch schnell mit dem Rauch der leergeschossenen Hülsen an. Die Patronen werden mit einem Zweigurtsystem selektiv zugeführt, was das Umschalten zwischen verschiedenen Munitionsarten erlaubt. Der Kampfsatz besteht aus 500 Schuss; der Höhenrichtbereich geht von −5 bis +74°. Die Höchstreichweite liegt bei 4000 Metern, die effektive Kampfentfernung je nach Geschossart zwischen 1500 und 4000 Metern. Als Zweitwaffe dient ein koaxiales 7,62-mm-Maschinengewehr PKT mit 2000 Schuss.
Für die Bekämpfung gegnerischer gepanzerter Fahrzeuge steht ein auf dem Turmdach montierter Lenkraketenstarter für die 9K113-Konkurs-Lenkrakete zur Verfügung, der Kampfsatz beträgt vier Stück. Aus ihm können ebenfalls die Lenkraketen 9K111 Fagot gestartet werden.
Zusätzlich verfügt die mot. Schützengruppe über ein bis zwei tragbare Fla-Raketensysteme vom Typ 9K34 Strela-3 oder 9K310 Igla-1, die aus den beiden geöffneten Deckluken auch während der Fahrt eingesetzt werden können.

### Schutz
Zur Panzerungsstärke existieren verschiedene Angaben; je nach Quelle ist die am stärksten gepanzerte Stelle, die Turmfront, zwischen 23 und 33 mm stark. Der Panzer besteht vollständig aus gewalztem Panzerstahl. Sie bietet Schutz bis zum Kaliber 12,7 × 99 mm NATO. Spätere Varianten wie der BMP-2D wurden mit Zusatzpanzerung ausgerüstet. Durch die damit einhergehende Gewichtszunahme verliert der Panzer seine Schwimmfähigkeit.
Mit den sechs außen angebrachten 81-mm-Rauchgranaten vom Typ 902W kann der BMP-2 einen Rauchvorhang legen und sich einnebeln.
Dadurch, dass der Kommandant zusammen mit dem Richtlenkschützen im Turm Platz findet, ist er besser gegen die Wirkung von Panzerminen geschützt als im BMP-1. Die Position des Fahrers wurde besser nach unten gepanzert.

## Versionen
- BMP-2D: Upgrade mit Zusatzpanzerung (Seitenblenden und Bodenplatte aus Panzerstahl für Fahrer und Kommandant), nicht schwimmfähig; ~14,8 t, 62 km/h (1981)
- BMP-2E: Version mit 6-mm-Zusatzpanzerung und Kettenschürzen
- BMP-2K: Führungspanzer mit zusätzlicher Funkausrüstung (1× Funkgerät R124, 2× Funkgerät R173)
- BMP-2M: Die Version beinhaltet u. a. ein Panoramavisier und umfasst vier zusätzliche 9K135 Panzerabwehrraketen.[8]

## Nutzerstaaten

### Aktuelle Nutzer
- Algerien – Ab dem Januar 2018 befinden sich 304 BMP-2M im Dienst des algerischen Heeres.[9]:325
- Angola – Ab dem Januar 2018 befindet sich eine unbekannte Anzahl BMP-2 im Dienst.[9]:445
- Armenien – Ab dem Januar 2018 befinden sich 5 BMP-2 im Dienst der Streitkräfte Armeniens.[9]:181
- Aserbaidschan – Ab dem Januar 2018 befinden sich 33 BMP-2 im Dienst der Streitkräfte Aserbaidschans.[9]:183
- Finnland – Ab dem Januar 2018 befinden sich 94 BMP-2 im Dienst der finnischen Streitkräfte.[9]:100
- Georgien – Ab dem Januar 2018 befinden sich 46 BMP-2 im Dienst der Streitkräfte Georgiens.[9]:187
- Iran – Ab dem Januar 2018 befinden sich 400 BMP-2 im Dienst der Streitkräfte des Iran.[9]:334
- Indien – Ab dem Januar 2018 befinden sich 1800 BMP-2/K CP Sarath im Dienst der indischen Streitkräfte.[9]:261
- Indonesien – Ab dem Januar 2018 befinden sich 22 BMP-2 im Dienst der Streitkräfte Indonesiens.[9]:269
- Jordanien – Ab dem Januar 2018 befinden sich 31 BMP-2 im Dienst der Streitkräfte Jordaniens.[9]:343
- Kasachstan – Ab dem Januar 2018 befinden sich 500 BMP-2 im Dienst der kasachischen Streitkräfte.[9]:461
- Kirgisistan – Ab dem Januar 2018 befinden sich 90 BMP-2 im Dienst des Heeres.[9]:190
- Kuwait – Ab dem Januar 2018 befinden sich 76 BMP-2 im Dienst der Streitkräfte Kuweits.[9]:345
- Libyen – Ab dem Januar 2018 befindet sich eine unbekannte Anzahl BMP-2 im Dienst.[9]:349
- Nordmazedonien – Ab dem Januar 2018 befinden sich 10 BMP-2 und 1 BMP-2K im Dienst der Streitkräfte der Republik Nordmazedonien.[9]:127
- Russland
 Russisches Heer – Ab Mai 2019 befanden sich 2930 BMP-2/M im Dienst.[10][11][12][13][14] Weitere 1500 BMP-2 waren eingelagert.[15]
Russische Marineinfanterie – Ab dem Januar 2018 befanden sich 400 BMP-2 im Dienst.[9]:198
Im Rahmen des Russisch-Ukrainischen Krieges hat Russland laut Angaben des Militär-Blogs Oryx seit 2022 mit Stand Dezember 2024 mindestens 1795 BMP-2 verloren.[16]
- Slowakei – Ab dem Januar 2018 befinden sich 91 BMP-2 im Dienst der slowakischen Streitkräfte.[9]:146
- Sri Lanka – Ab dem Januar 2018 befinden sich 49 BMP-2 im Dienst der Streitkräfte Sri Lankas.[9]:301
- Syrien – Ab dem Januar 2018 befindet sich eine unbekannte Anzahl BMP-2 im Dienst des syrischen Heeres.[9]:362
- Tadschikistan – Ab dem Januar 2018 befinden sich 15 BMP-2 im Dienst.[9]:207
- Togo – Ab dem Januar 2018 befinden sich 20 BMP-2 im Dienst.[9]:492
- Tschechien – Ab dem Januar 2018 befinden sich 120 BMP-2 im Dienst der Streitkräfte der Tschechischen Republik.[9]:94
- Turkmenistan – Ab dem Januar 2018 befinden sich 430 BMP-2 im Dienst der turkmenischen Streitkräfte.[9]:208
- Uganda – Ab dem Januar 2018 befinden sich 31 BMP-2 im Dienst.[9]:493
- Ukraine – Ab dem Januar 2018 befinden sich 891 BMP-2 im Dienst der ukrainischen Streitkräfte.[9]:210, 212
- Usbekistan – Ab dem Januar 2018 befinden sich 270 BMP-2 im Dienst der usbekischen Streitkräfte.[9]:214
- Vietnam – Ab dem Januar 2018 befindet sich eine unbekannte Anzahl BMP-2 im Dienst der vietnamesischen Volksarmee.[9]:310
- Belarus – Ab dem Januar 2018 befinden sich 932 BMP-2 im Dienst der belarussischen Streitkräfte.[9]:185

### Ehemalige Nutzer
- Afghanistan – Spätestens bis zum Januar 2018 aus der afghanischen Nationalarmee ausgemustert.[9]:240
- DDR – 23 BMP-2 aus dem Jahr  1983 und 1 BMP-2K aus dem Jahr 1985 gingen 1990 in den Bestand der Bundeswehr über. Zwei BMP-2 wurden an Frankreich, 15 BMP-2 wurden an die USA und ein BMP-2 wurde dem  Militärhistorischen Museum der Bundeswehr übergeben. Dort ist dieser im Außenbereich ausgestellt.[17]
- Elfenbeinküste – Spätestens ab dem Februar 2013 nicht mehr bei den Streitkräften der Elfenbeinküste einsatzbereit.[18]
- Irak – Spätestens bis zum Januar 2018 aus den  irakischen Streitkräften ausgemustert.[9]:338
- Jemen – Spätestens bis zum Januar 2018 aus den Streitkräften Jemens  ausgemustert.[9]:370
- Sierra Leone – Spätestens bis zum Januar 2018 aus den  Streitkräften Sierra Leones ausgemustert.[9]:483
- Sudan – Spätestens bis zum Januar 2018 aus den Streitkräften Sudans ausgemustert.[9]:489
- Vereinigte Staaten – Spätestens bis zum Januar 2018 nicht mehr im Einsatz der Vereinigten Staaten.[9]:48